# Stroukoff Aircraft

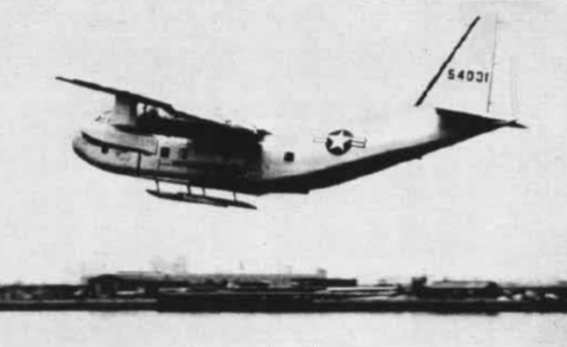
YC-134E Pantobase

Stroukoff Aircraft Corporation byla americká společnost založená v roce 1954 ruským emigrantem Michaelem Stroukoffem, šlo o nástupce firmy Chase Aircraft, který sídlil v závodech bývalé Chase Aircraft. Zabývala se vývojem variant vojenského transportního letadla Fairchild C-123 Provider, ale žádná z nich se nedostala do sériové výroby a firma v roce 1959 zanikla.
Stroukoff vyvíjel na třech zapůjčených letadlech Fairchild C-123 Provider (od USAF) verzi Pantobase, což byl univerzální podvozek, který měl být schopen přistání na rovném povrchu – na zemi, na vodě a na sněhu. Po úspěšných testech si US Air Force objednalo prototyp Stroukoff YC-134. Program byl ale později zrušen.